# Marco Arnolfo
Marco Arnolfo (Cavallermaggiore, 10 de novembro de 1952) é um arcebispo católico italiano, desde 27 de fevereiro de 2014, arcebispo metropolitano de Vercelli.

## Biografia
Nasceu em Cavallermaggiore, na província de Cuneo e na Arquidiocese de Turim, em 10 de novembro de 1952, de Pietro e Maddalena.

### Formação e ministério sacerdotal
Frequentou o seminário menor de Rivoli e, posteriormente, os cursos de filosofia e teologia na seção de Turim da faculdade de teologia do norte da Itália. Após dois anos de especialização em teologia pastoral na seção de Turim da Pontifícia Universidade Salesiana, ele se formou em física na Universidade de Turim.
Em 25 de junho de 1978, ele foi ordenado sacerdote em Monasterolo di Savigliano pelo arcebispo Anastasio Alberto Ballestrero (mais tarde cardeal). Foi primeiro vice-pároco da catedral de Chieri e da paróquia de São Pedro e Paulo de Santena, então reitor do seminário menor de Turim de 1987 a 2001 e pároco da paróquia de San Giovanni Battista de Orbassano, o mais populoso da arquidiocese de Turim com seus 25.000 batizados. Em 2008, tornou-se vigário episcopal do setor oeste da Turim da arquidiocese.
Em 20 de março de 2010, foi nomeado capelão de Sua Santidade pelo Papa Bento XVI e, portanto, recebeu o título de monsenhor.

### Ministério episcopal
Em 27 de fevereiro de 2014, o Papa Francisco o nomeou arcebispo metropolitano de Vercelli; sucede Enrico Masseroni, que renunciou devido ao seu limite de idade. Ele recebeu ordenação episcopal no dia 11 de maio seguinte, na catedral de Vercelli, do arcebispo Cesare Nosiglia, co-consagradores do arcebispo Enrico Masseroni e do bispo Gabriele Mana; durante a mesma celebração, ele toma posse da arquidiocese. Em 29 de junho, ele recebeu o paládio do Papa Francisco na Basílica de São Pedro, no Vaticano.
Em 22 de maio de 2018, foi eleito vice-presidente da Conferência Episcopal do Piemonte.
Ele exerce o papel de delegado para problemas sociais e o trabalho da Conferência Episcopal Piemontesa e é membro da Comissão Episcopal para problemas sociais e trabalho, justiça e paz e do Comitê Científico e organizador das Semanas Sociais dos Católicos Italianos.